# Großes Schlammbadehaus

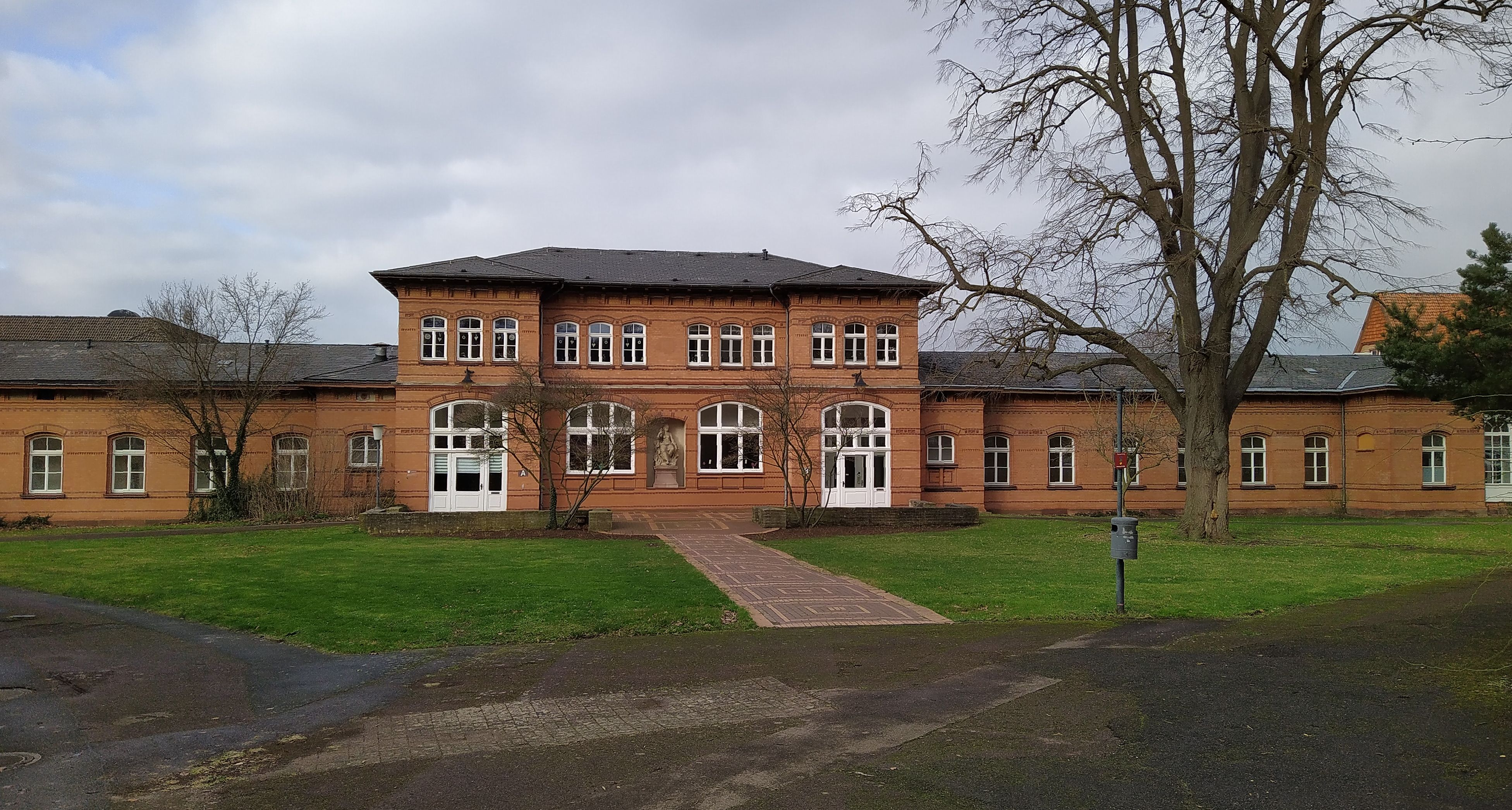
Das Schlammbadehaus

Das Große Schlammbadehaus ist ein denkmalgeschütztes Gebäude in der Poststraße 3A in Bad Nenndorf im Landkreis Schaumburg in Niedersachsen.

## Schlammbaden in Nenndorf
Auf Veranlassung von Jérôme, des Königs von Westphalen, gab es in Nenndorf seit 1809 auch Schlammbadekuren.
Der dazu nötige Schlamm wurde zunächst in der unmittelbaren Umgebung der Nenndorfer Schwefelquellen gewonnen.
Als das Vorkommen ausgebeutet war, wich man auf Torfvorkommen aus umliegenden Orten, wie Eimbeckhausen und Kolenfeld aus.
Das erste dafür bestimmte Badehaus war ein schlichter Fachwerkbau, der mehrfach erweitert wurde. Ein weiteres Badehaus wurde 1840 errichtet.
1892 wurden die beiden als von „dürftigster baulicher Ausstattung“ und ohne Lüftungsmöglichkeit beschriebenen Fachwerkgebäude abgerissen.

## Das Große Schlammbadehaus

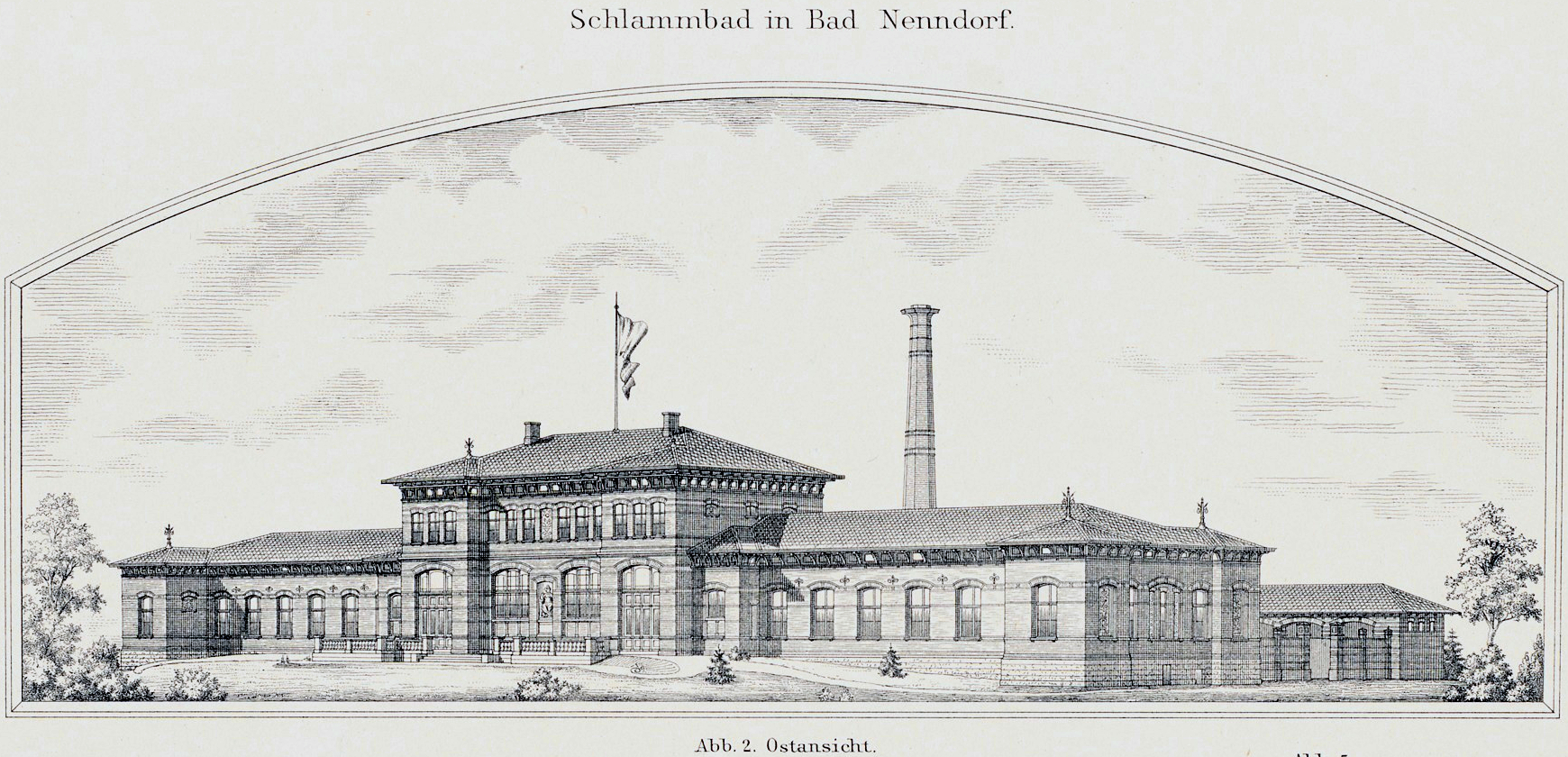
Ostansicht des „Schlammbads in Bad Nenndorf“ (1895)

In den Jahren 1890 bis 1892 war das nach damals modernsten medizinischen Erkenntnissen konzipierte Große Schlammbadehaus errichtet worden.
Das Gebäude war in seinem Innern luxuriös ausgestattet.
Regierungsbaurat Wilhelm Schleyer entwickelte für das Schlammbadehaus das damals neuartige Grundkonzept, Patientenaufenthaltsbereich und Schlammbereitungsbereich zu trennen. Diese Aufteilung wurde bei den späteren Neubauten übernommen.
Nach 1900 wurde als Erweiterung der Gebäudeflügel an der Poststraße ergänzt.
Sowohl das Große Schlammbadehaus als auch seine Flügelbauten sind inzwischen denkmalgeschützt.

### Badehaus
Das Große Schlammbadehaus war ein von Wilhelm Schleyer entworfener eingeschossiger Baukomplex mit rotem Sandsteinsockel und lederfarbenen Verblendmauerwerk. Einige wenige Profilsteine, Sohlbänke aus rotem Sandstein und Friesfelder unter den überhängenden Schieferdächern dienten als Dekor.
Die überlebensgroße Statue der Hygeia in der Nische des Mittelbaus wurde durch Heinrich Wilhelm Brandt aus Sandstein gefertigt.
Die Baukosten betrugen rund 318 500 Mark.
Der Mittelbau war „lediglich aus architektonischen Rücksichten“ zweistöckig. Die wenigen Räume im Obergeschoss waren zur Unterbringung ansteckender Kranker vorgesehen. Sie dienten zunächst als Quartier der Brunnenmusiker.

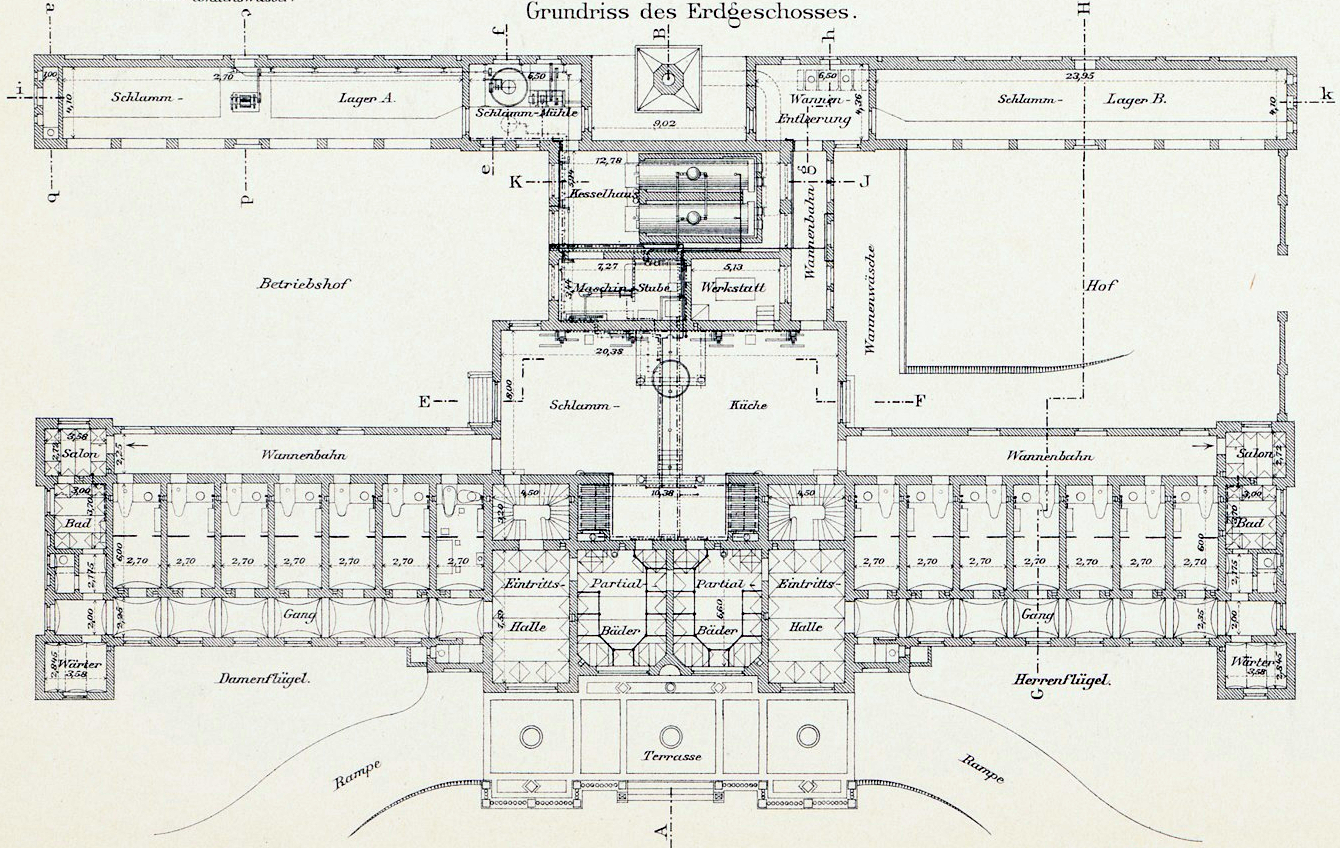
Grundriss des Erdgeschosses (1895)

Der in zwei symmetrische Teile getrennte vordere Gebäudebereich enthielt rechts die Herrenbäder und links die Damenbäder, jeweils mit eigener Eingangshalle. Die verbindende Doppeltür in der Mittelwand war Ärzten vorbehalten. Die Terrassen mit Freitreppen, Brüstung und Mosaikfußboden vor den Eingängen waren auch über Rollstuhlrampen erreichbar.
In den Eingangshallen gab es Terrazzoböden. Die Wände waren zum Schutz vor Beschädigung durch die zahlreich erwarteten Rollstühle im unteren Bereich gefliest, darüber mit Schwefelgasen widerstehender Farbe lackiert.
Die Belüftungsanlage schaffte stündlich 6200 m³ Luft ins Gebäude, die auch vorgewärmt werden konnte.

### Badezellen
An die jeweilige Eingangshalle schlossen Gänge mit Raum für Körperteilbäder und je acht Zellen für Wannenbäder an. Jede Zelle bestand aus einem Bade- und einem Ruheraum. Während der Patient nach dem Schlammbad noch ruhte, konnte die gummibereifte dreirädrige, fahrbare Schlammwanne ausgetauscht und der Baderaum gesäubert werden. So sollten in den insgesamt 16 Zellen je 6 Patienten pro Tag behandelt werden können. Die Wannen wurden auf einer separaten Wannenbahn von der Schlammküche zum Baderaum und zurück transportiert.

### Technikbereich

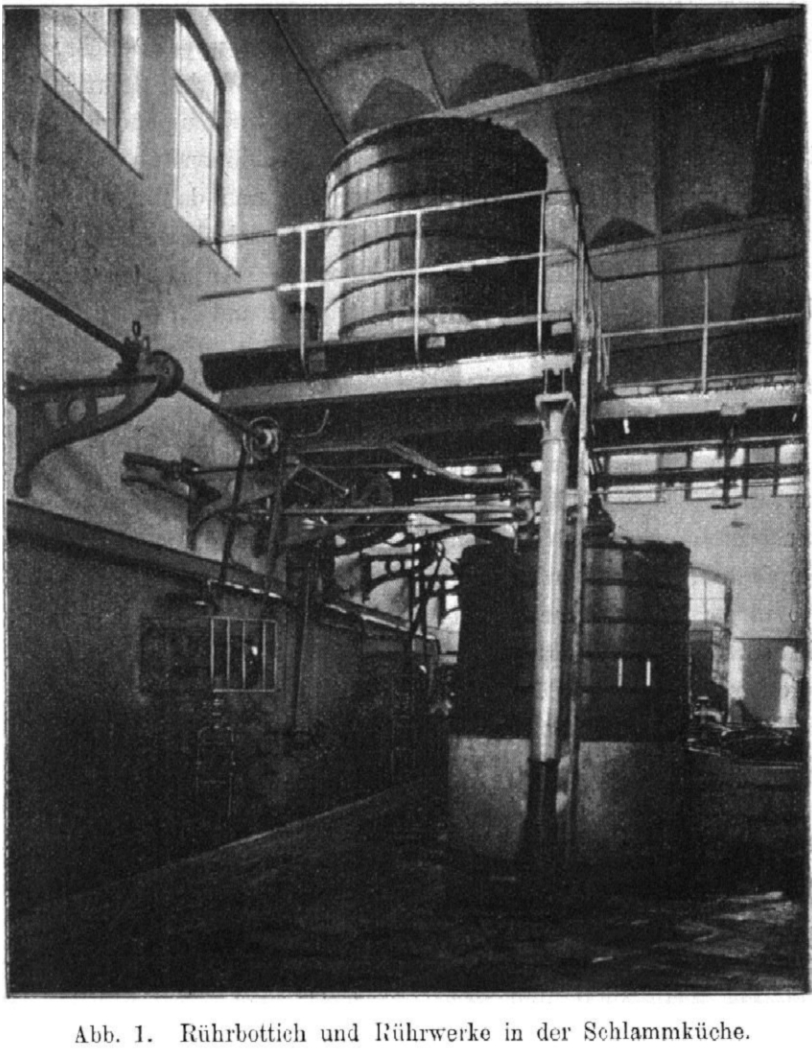
Rührbottich und Rührwerke in der Schlammküche (um 1895)

Im Zentrum des Gebäudekomplexes waren  das Kesselhaus und die Schlammküche.
Hier wurde der Schlamm zubereitet und vor jeder der üblichen fünf aufeinanderfolgenden Anwendungen gequirlt und aufgewärmt.
In dem einen rückseitigen Gebäudeflügel war die Schlammmühle und ein für den Jahresbedarf von 170 m³ bei Vollauslastung berechnetes Schlammlager untergebracht. Das in der Regel im Herbst angelieferte Rohmaterial wurde zermahlen, von Fremdkörpern befreit und im Lager immer wieder mit schwefelhaltigem Wasser berieselt. Im anderen rückseitigen Flügel war der Raum zum Entleeren der Schlammwannen und ein Lager für den verbrauchten Schlamm.
Der gebrauchte Badeschlamm wird heute zur Regeneration in von Erdwällen umgebenen Becken, sogenannten Moortaschen, in der Nähe des Nenndorfer Kraters gelagert und nach zehn Jahren dem frischen Moor wieder beigemischt.

## Andere Schlammbadehäuser in Nenndorf
Wegen der großen Nachfrage wurde 1906 als Ergänzung das im neobarocken Stil gehaltene, schlichter ausgestattete, kleine Schlammbadehaus eröffnet, das in den 1930er Jahren durch das an gleicher Stelle errichtete Wincklerbad ersetzt werden sollte.

## Moorbadehaus

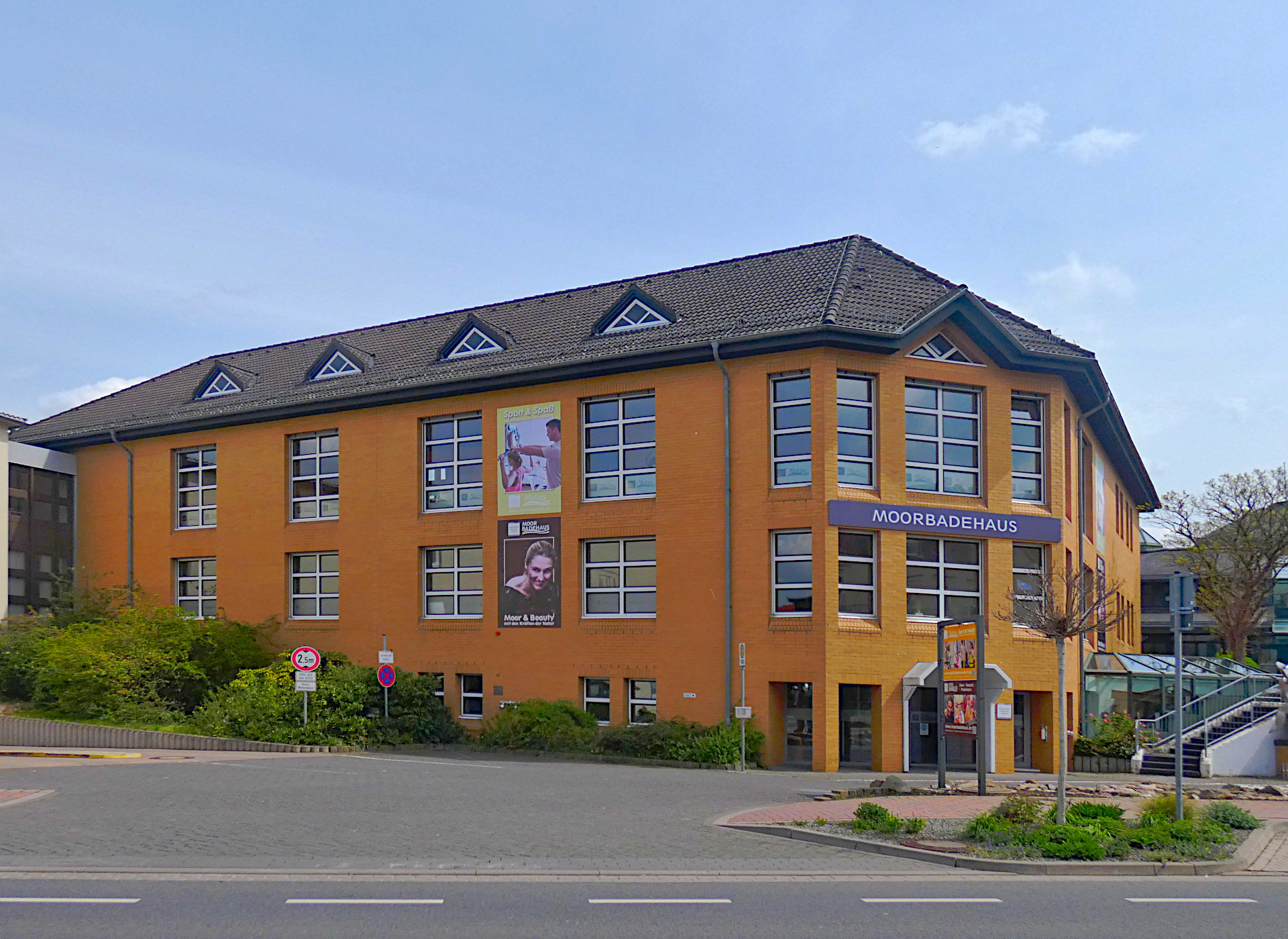
Das Moorbadehaus in der Bahnhofstraße

Der heutige Badebetrieb findet im nahe gelegenen Moorbadehaus in der Bahnhofstraße 8/8a statt. 
Das Gebäude ist in Wohnungen aufgeteilt.
In der 1. Etage gibt es nun einen Kosmetik- und Wellnessbereich. Es werden weiter Moorbäder, Solebäder und Naturmoorpackungen angeboten.
Heute wird in Nenndorf Torf aus dem Hagenburger Moor genutzt.
Im Jahr 1981 waren noch 56 000 Moorbäder und 82 000 Packungen verabreicht worden. Um das Jahr 2011 waren es noch monatlich 80 bis 150 Moorpackungen sowie Moorvollbäder im „guten dreistelligen Bereich“.